# Xã Cache, Quận Monroe, Arkansas
Xã Cache (tiếng Anh: Cache Township) là một xã thuộc quận Monroe, tiểu bang Arkansas, Hoa Kỳ. Năm 2010, dân số của xã này là 1.851 người.